# Uma investigação filosófica sobre a origem de nossas ideias do Sublime e do Belo

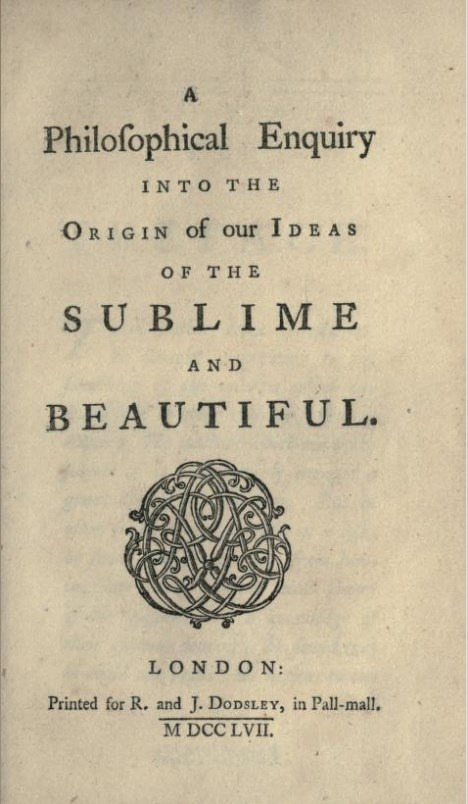
A Philosophical Enquiry into the Origin of Our Ideas of the Sublime and Beautiful

Uma investigação filosófica sobre a origem de nossas ideias do Sublime e do Belo (em inglês: A Philosophical Enquiry into the Origin of Our Ideas of the Sublime and Beautiful) é um tratado de estética de 1757 escrito por Edmund Burke. Foi a primeira exposição filosófica completa para separar o belo e o sublime em suas respectivas categorias racionais. Atraiu a atenção de pensadores proeminentes como Denis Diderot e Immanuel Kant.

## Resumo
De acordo com Burke, o Belo é o que é bem formado e esteticamente agradável, enquanto o Sublime é o que tem o poder de nos compelir e destruir. A preferência pelo Sublime sobre o Belo marcaria a transição da era Neoclássica para a Romântica.
As origens de nossas ideias do belo e do sublime, para Burke, podem ser compreendidas por meio de suas estruturas causais. De acordo com a física e a metafísica aristotélicas, a causação pode ser dividida em causas formais, materiais, eficientes e finais. A causa formal da beleza é a paixão do amor; a causa material diz respeito a aspectos de certos objetos como pequenez, suavidade, delicadeza, etc.; a causa eficiente é acalmar nossos nervos; a causa final é Deusa providência. O que é mais peculiar e original à visão de beleza de Burke é que ela não pode ser compreendida pelas bases tradicionais da beleza: proporção, adequação ou perfeição. O sublime também tem uma estrutura causal diferente da da beleza. Sua causa formal é, portanto, a paixão do medo (especialmente o medo da morte); a causa material são igualmente aspectos de certos objetos como vastidão, infinidade, magnificência, etc.; sua causa eficiente é a tensão de nossos nervos; a causa final é que Deus criou e lutou contra Satanás, conforme expresso no grande épico Paradise Lost de John Milton.

## Comentários de Kant
Immanuel Kant criticou Burke por não entender as causas dos efeitos mentais que ocorrem na experiência do belo ou do sublime. De acordo com Kant, Burke apenas reuniu dados para que algum pensador futuro pudesse explicá-los.
“Fazer observações psicológicas, como Burke fez em seu tratado sobre o belo e o sublime, e assim reunir material para a conexão sistemática de regras empíricas no futuro sem pretender compreendê-las, é provavelmente o único e verdadeiro dever da psicologia empírica, que dificilmente pode aspirar a classificar como uma ciência filosófica." - Immanuel Kant, Primeira Introdução à Crítica do Juízo, X.